# Брайтън (Тенеси)
Вижте пояснителната страница за други значения на Брайтън.
Брайтън (на английски: Brighton) е градче в САЩ. Намира се в окръг Типтън в щата Тенеси. Населението му възлиза на 2903 души (по приблизителна оценка от 2017 г.). Географските му координати са 35°28′58″ с.ш., 89°43′25″ з.д.. Разположен е върху 7,1 кв. км. Намира се на 48 км североизточно от Мемфис и на 278 – на запад от Нашвил.